# Parafia Świętych Apostołów Piotra i Pawła w Skarżysku-Kamiennej
Parafia Świętych Apostołów Piotra i Pawła w Skarżysku-Kamiennej – rzymskokatolicka parafia w Skarżysku-Kamiennej, należąca do dekanatu skarżyskiego w diecezji radomskiej.

## Historia
Parafia została erygowana w sierpniu 1985 przez ks. bpa Edwarda Materskiego.

## Kościół
Kościół pod wezwaniem Świętych Apostołów Piotra i Pawła w Skarżysku-Kamiennej, według projektu arch. Jana Wołczyńskiego, wybudowano w latach 1983–1985 dzięki ofiarności mieszkańców wsi Pogorzałe oraz staraniem ks. Zbigniewa Kowalczyka i ks. Andrzeja Zaparta. Świątynię poświęcił 29 czerwca 1985 bp Stanisław Sygnet. Kościół jest zbudowany z czerwonej cegły. 

## Obszar
Na obszarze parafii leżą ulice: Główna, Leśna Polana, Modrzewiowa, Nizinna, Parkingowa, Pogodna, Rajdowa, Warszawska, Widokowa, Wieżowa, Zagórska.

## Proboszczowie
- 1985–1992 – ks. Andrzej Zapart
- 1992–1993 – ks. Tadeusz Morawski
- 1993–1994 – ks. Marek Polak
- 1994–1995 – ks. Zdzisław Kałuziński
- 1995–2010 – ks. kan. Marian Adam Wysocki
- od 2010 – ks. Mirosław Mieczysław Janowski